# Connor Lade
Connor Lade (Livingston, 16 novembre 1989) è un ex calciatore statunitense, di ruolo difensore o centrocampista.

## Carriera
Nella stagione 2012 ha disputato 25 incontri della Major League Soccer.

## Palmarès

### Club
- MLS Supporters' Shield: 1

New York Red Bulls: 2018